# San Giacomo (Siena)
Die Kirche San Giacomo (auch Oratorio di San Giacomo) ist eine Kirche in Siena, die dem heiligen Jakobus der Ältere gewidmet ist. Sie gehört zum Erzbistum Siena-Colle di Val d’Elsa-Montalcino.

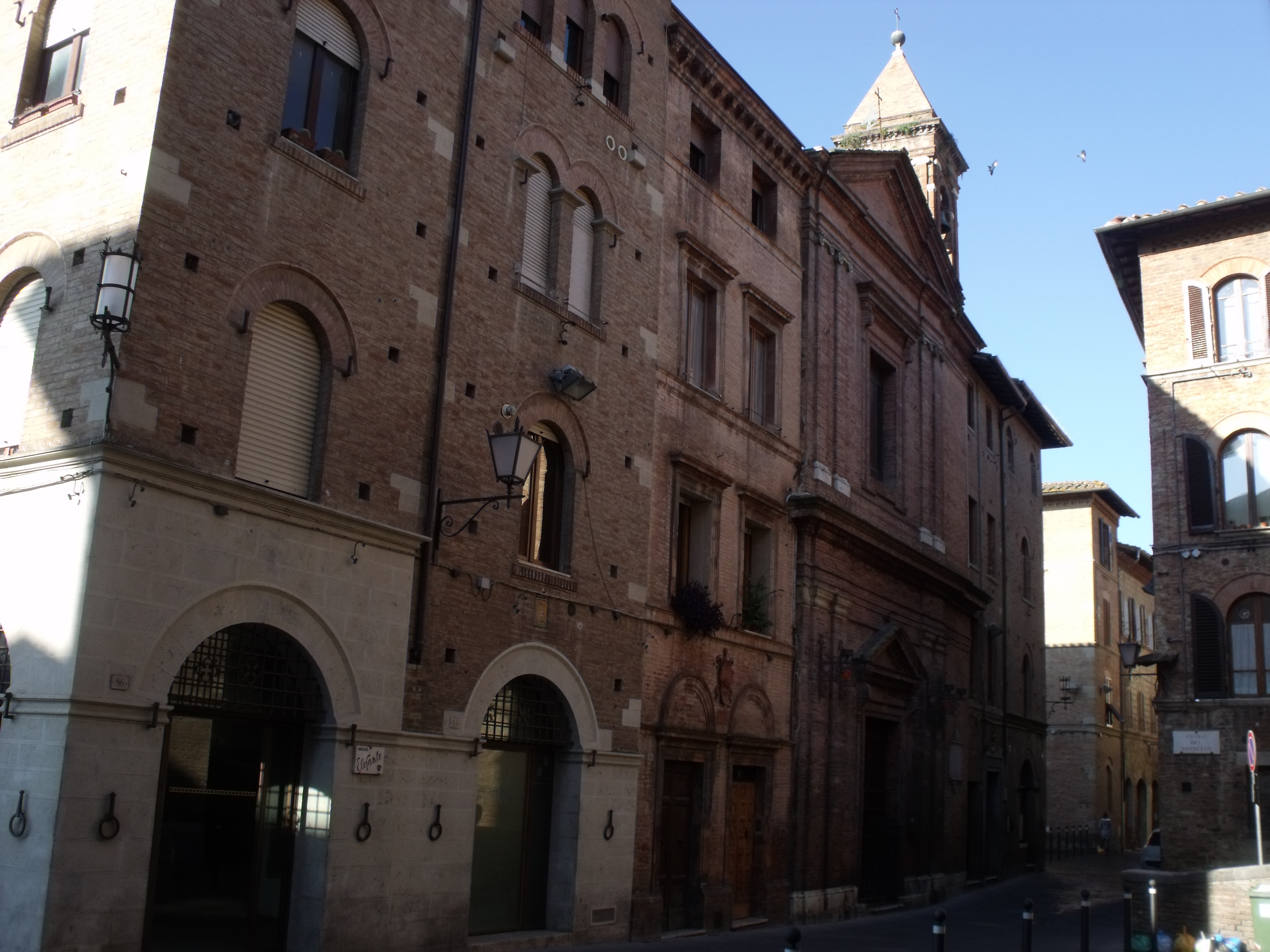
Die Kirche San Giacomo in Siena

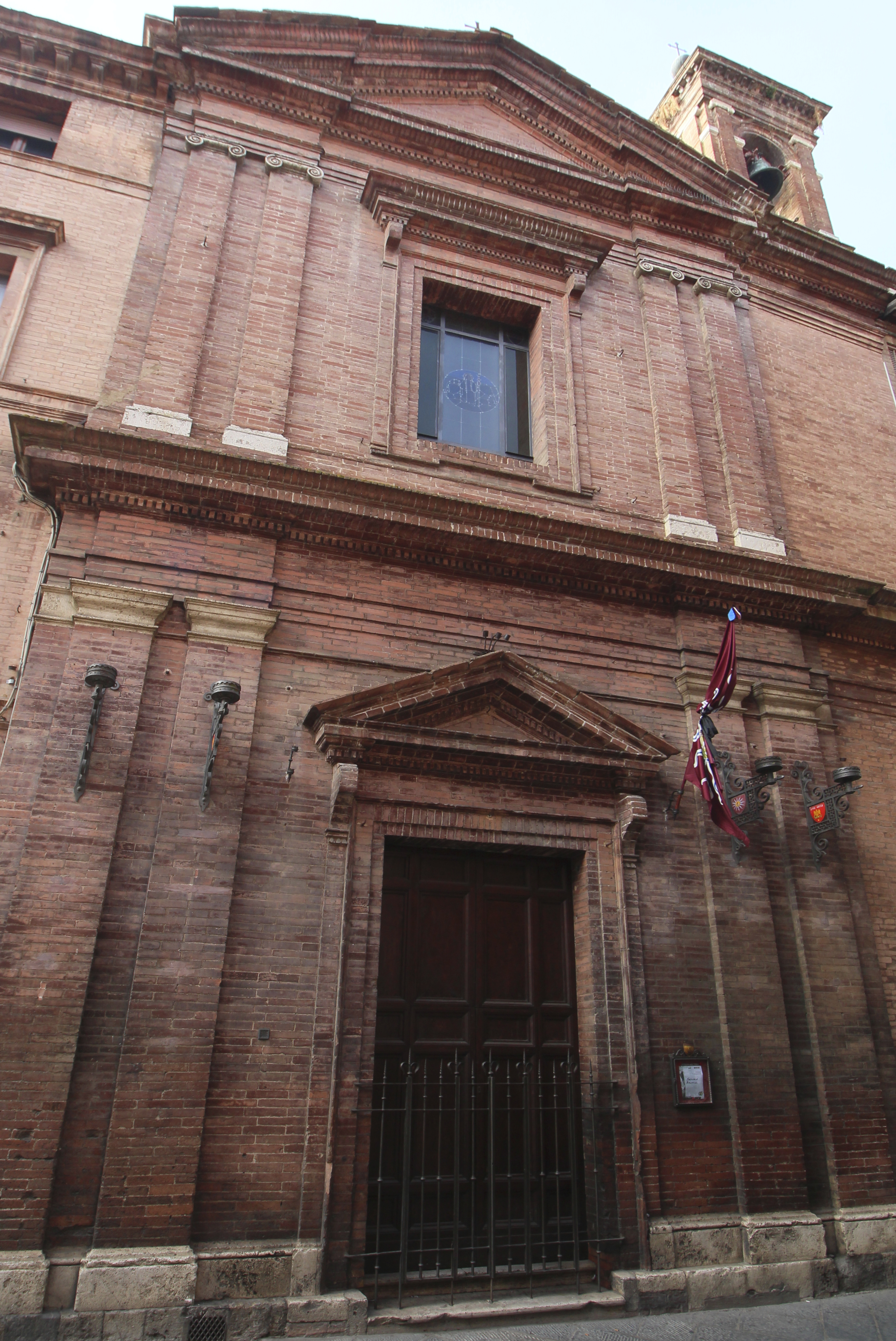
Die Fassade der Kirche San Giacomo in Siena

## Lage
Die Kirche befindet sich im historischen Stadtkern innerhalb der Stadtmauer von Siena in der Via Salicotto. Sie liegt im Stadtdrittel Terzo di San Martino in der Contrada Torre (Turm) und ist deren Kontradenkirche. Zum Gebäudekomplex gehören neben der Kirche noch das Museum der Contrada Torre und der linksseitig anliegende Contradenbrunnen.

## Geschichte

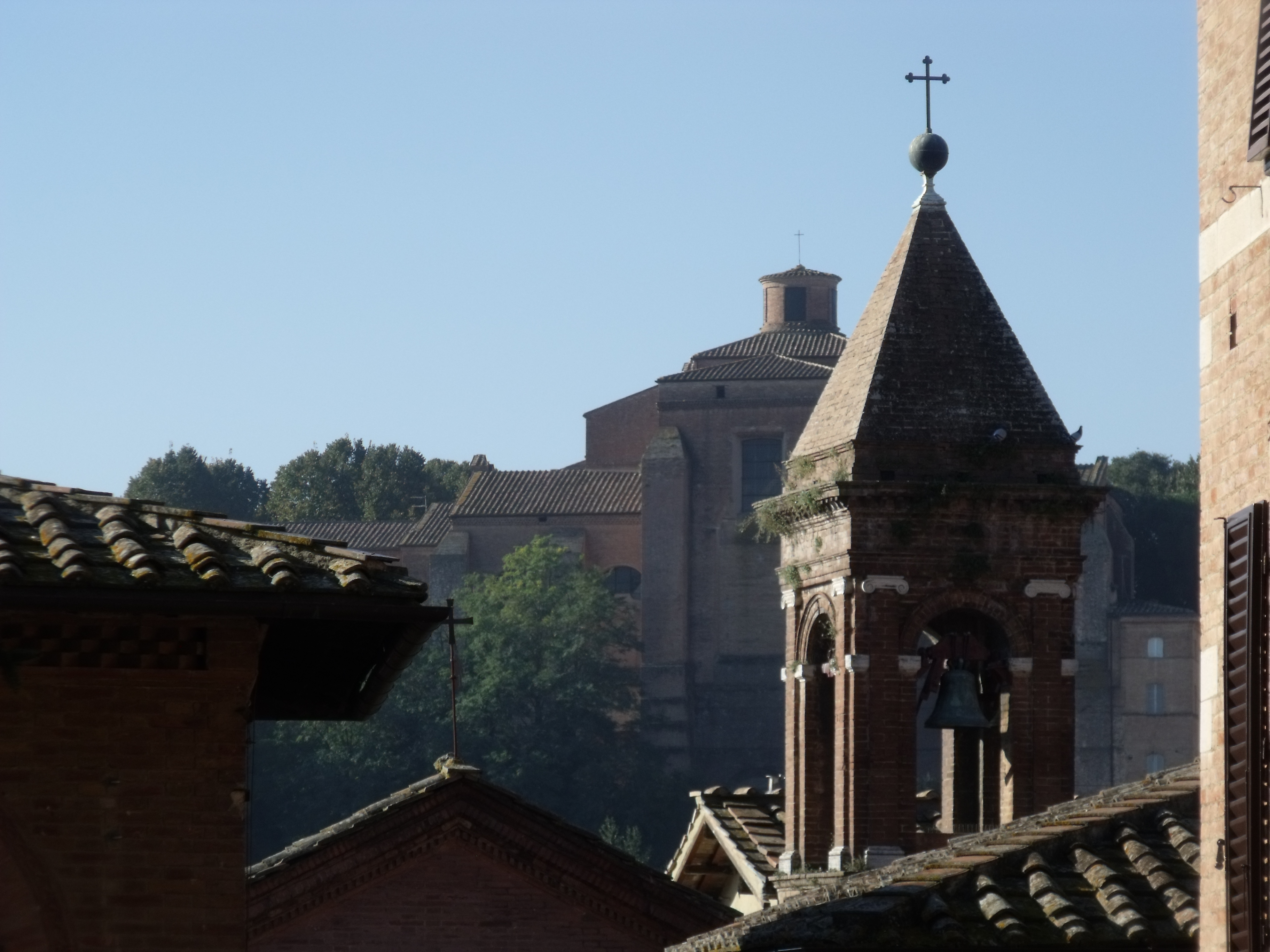
Der Campanile von San Giacomo mit der Gasparre genannten Glocke, im Hintergrund Sant’Agostino

Die Kirche wurde erbaut von 1531 bis 1536 als Andenken an die Schlacht von Camollia, die am 25. Juli 1526 von Siena erfolgreich gegen Florenz und Papst Clemens VII. geführt werden konnte. Im Innenraum gibt es die Steininschrift IM.MAR.OB VICT.1526. 1536 F.P. (Der Immacolata (Unbefleckten Empfängnis) Marias zum Dank für den Sieg von 1526, 1536 gegründet). Die Kirche wurde dem heiligen Jakobus (der Ältere) und dem Christophorus gewidmet, deren Heiligentag am 25. Juli liegt. Die Schutzpatrone der Kirche sind Jakobus (der Ältere) und Anna (26. Juli). Unbekannt ist, ob die Kirche auf Betreiben der Stadt (Repubblica di Siena), des Volkes oder der Kontrade hin entstand. Für den Bau der Kirche wurden ab Oktober 1531 Steine verwendet, die durch die Fertigstellung des Fortino di San Prospero (auch Fortino dello Sportello) des Baldassare Peruzzi dort nicht mehr benötigt wurden. Die erste Glocke war aus Bronze und entstand 1532 durch Antonio da Siena. Der Legende nach wurden hierfür eingeschmolzene Geschütze der besiegten Fiorentiner aus der Schlacht von 1526 benutzt.
Um 1660 wurde die Kirche ausgebaut, die heutige Fassade entstand 1667. Die Orgel stammt aus dem Jahr 1835 und wurde in Pistoia von Giosuè Nicodeme und Giovanni Agati geschaffen. 1893 wurde durch Giuseppe Partini eine Fassadenrestaurierung durchgeführt und es entstand durch ihn der Entwurf des Bodenmarmors, der durch Leopoldo Maccari realisiert wurde (1893–1894). Der neue Campanile entstand 1901 durch Agenore Socini. Zu dieser Gelegenheit wurden mindestens zwei neue Glocken angebracht. Der Campanile kann vier Glocken beherbergen, von denen zurzeit nur drei Plätze belegt sind. Alter der dritten Glocke ist noch unerforscht. Die Segnung der neuen Glocken fand am 25. Juli 1900 statt, die am 5. August geplante Einweihung wurde aufgrund des Attentats und des Todes von Umberto I. auf den 25. Juli 1901 verlegt. Die größere (Campana maggiore), nach dem Stifter Gasparre Olmi Gasparre genannt, hat einen Durchmesser von 66 cm und liegt an der Via Salicotto. Auf ihr befinden sich Abbildungen des Caspar und der Sant’Anna. Die kleinere Glocke (Camapana minore) hat einen Durchmesser von 58 cm, auf ihr finden sich Abbildungen von San Cristoforo und von San Giacomo. Die dritte und kleinste Glocke (Campanina) hat einen Durchmesser von 26 cm. 1955 wurde der Dachboden erneuert. Der dem Gebäude linksseitig anliegende Kontradenbrunnen stammt von Mauro Berrettini, er entstand 1984 und ersetzte den von Fausto Cosini aus dem Jahr 1954.

## Kunstwerke in der Kirche
- Deifebo Burbarini: 
  - Gesù e San Giacomo (drittes Gemälde der linken Seite[5])
  - Gesù in gloria e San Giacomo (erstes Gemälde der linken Seite[5])
- Giovanni di Lorenzo Cini: Madonna e Santi, 1545 entstanden[1] (zweites Gemälde rechts, wurde 1876 durch ein Tabernakel von Pasquale Leoncini erweitert[5])
- Rutilio Manetti: 
  - Martirio di San Giacomo (Leinwandgemälde, 282,5 × 175 cm[10], Hochaltar, 1605 entstanden[3])
  - Crocifissione, viertes Gemälde der rechten Seite (Presbyterium (Leinwandgemälde, 256 × 172,5 cm[11],1625 entstanden[5], entstammt der Certosa di Maggiano[2])
- Aurelio Martelli (Il Mutolo genannt, 1644–1721[4])
  - San Giacomo con un infermo e Santi[2] (erstes Gemälde rechts[5])
  - San Giacomo risana l’infermo[4])
  - Sant’Anna la Vergine col Figlio e San Giovannino[2] (zweites Gemälde der linken Seite, um 1700 entstanden[5])
- Dionisio Monterselli: Fresken des Gewölbes (Volta)[1], 1702 fertiggestellt.[5]
- Sodoma: Andata al Calvario (Spätwerk, um 1546 entstanden[2])